# Rosthern (circonscription saskatchewanaise)
Pour les articles homonymes, voir Rosthern.
Circonscription électorale provinciale du Canada
Rosthern est une ancienne circonscription électorale provinciale de la Saskatchewan au Canada. Elle est représentée à l'Assemblée législative de la Saskatchewan de 1905 à 2003.
Rosthern fait partie des 25 circonscriptions initiales suivant la création de la Saskatchewan en 1905. 

## Géographie
La circonscription était centrée autour de la ville de Rosthern.

## Liste des députés
| Parlement                                        | Années    | Député                         | Député             | Parti                     |
| Rosthern                                         | Rosthern  | Rosthern                       | Rosthern           | Rosthern                  |
| ------------------------------------------------ | --------- | ------------------------------ | ------------------ | ------------------------- |
| 1re                                              | 1905–1908 |                                | Gerhard Ens (en)   | Libéral                   |
| 2e                                               | 1908–1912 |                                | Gerhard Ens (en)   | Libéral                   |
| 3e                                               | 1912–1914 |                                | Gerhard Ens (en)   | Libéral                   |
| 3e                                               | 1914-1917 | William Benjamin Bashford (en) |                    | Libéral                   |
| 4e                                               | 1917–1921 | William Benjamin Bashford (en) |                    | Libéral                   |
| 5e                                               | 1921–1925 | John Michael Uhrich            |                    | Libéral                   |
| 6e                                               | 1925–1929 | John Michael Uhrich            |                    | Libéral                   |
| 7e                                               | 1929–1934 | John Michael Uhrich            |                    | Libéral                   |
| 8e                                               | 1934–1938 | John Michael Uhrich            |                    | Libéral                   |
| 9e                                               | 1938–1944 | John Michael Uhrich            |                    | Libéral                   |
| 10e                                              | 1944–1948 | Peter J. Hooge (en)            |                    | Libéral                   |
| 11e                                              | 1948–1952 | Walter Tucker (en)             |                    | Libéral                   |
| 12e                                              | 1952–1953 | Walter Tucker (en)             |                    | Libéral                   |
| 12e                                              | 1953-1957 | Samuel Henry Carr              |                    | Libéral                   |
| 13e                                              | 1956–1960 |                                | Isaak Elias (en)   | Créditiste                |
| 14e                                              | 1960–1964 |                                | David Boldt (en)   | Libéral                   |
| 15e                                              | 1964–1967 |                                | David Boldt (en)   | Libéral                   |
| 16e                                              | 1967–1971 |                                | David Boldt (en)   | Libéral                   |
| 17e                                              | 1971–1975 |                                | David Boldt (en)   | Libéral                   |
| 18e                                              | 1975–1978 |                                | Ralph Katzman (en) | Progressiste-conservateur |
| 19e                                              | 1978–1982 |                                | Ralph Katzman (en) | Progressiste-conservateur |
| 20e                                              | 1982–1986 |                                | Ralph Katzman (en) | Progressiste-conservateur |
| 21e                                              | 1986–1991 | William Neudorf (en)           |                    | Progressiste-conservateur |
| 22e                                              | 1991–1995 | William Neudorf (en)           |                    | Progressiste-conservateur |
| 23e                                              | 1995–1997 | Ben Heppner                    |                    | Progressiste-conservateur |
| 23e                                              | 1997-1999 | Ben Heppner                    |                    | Saskatchewanais           |
| 24e                                              | 1999–2003 | Ben Heppner                    |                    | Saskatchewanais           |
| Circonscription abolie, voir Rosthern-Shellbrook |           |                                |                    |                           |